# 華数集団
華数集団（かすうしゅうだん、中国語: 华数数字电视传媒集团有限公司、英語: Wasu Digital TV Media Group Co., Ltd.）は、中華人民共和国浙江省杭州市に拠点を置く、大手ケーブルテレビネットワークやニューメディア事業、ブロードバンドネットワーク事業を行っている企業である。中国の新しいメディア業界の発展において第1位であり、中国で最大かつ唯一のクロスリージョンケーブルネットワーク事業者であり、ケーブルテレビホームユーザーは約3,000万人である。

## 歴史
1999年に設立され、それ以来地元のラジオ・テレビ放送局から地域のラジオ・テレビ事業者への「第1レベルのジャンプ」と従来の「第2レベルのジャンプ」を次々と完了した。
2020年11月16日、「第12回国の文化企業トップ30」に選ばれた。

## 子会社
以下の会社で構成されている。
- 華数傳媒網絡有限公司
- 華数傳媒控股股份有限公司 - 2012年10月に深圳証券取引所に上場した[6]。
- 華数網通信息港有限公司
- 夢想傳媒有限責任公司
- 杭州広電公交移動多媒体有限公司
- 浙江華数城市信息傳媒有限公司
- 尼尔森網聯媒介数拠服務有限公司
- 浙江移動多媒体広播電視股份公司
- 華数数字電視有限公司
- 中広有綫網路有綫公司